# 景気
景気（けいき）とは、売買や取引などの経済活動全般の動向のこと。
日本語における「景気」という言葉は、中世に和歌の批評における余情意識を表現する用語として用いられており、景色・雰囲気などの意味合いを込めて使われてきた。（『方丈記』など）転じて評判や人気などの意味にも用いられる場合があった。
経済用語としての「景気」にも実体経済の動向のみならず、これに伴った世間一般の社会的心理をも含めて捉えるケースも多く、英語などの他言語には正確に合致する単語はないと考えられている。

## 景気動向
景気は常に上昇し続ける事も、逆に下降し続ける事もなく、長期的には上昇と下降を繰り返している。こうした変動を景気循環と呼んでいる。その中において景気が上昇している状態を「好景気」（好況、景気の回復などとも）と呼び、逆に景気が下降している状態を「不景気」（不況、景気の後退とも）と呼んでいる。
景気の変動は、以下の4つの要因を持つとされている。
- 傾向変動（すう勢変動）…T (Trend)
- 循環変動…………………C (Cycle)
- 季節変動…………………S (Seasonal)
- 不規則変動（偶発変動）…I (Irregular)

統計を用いて景気をみる際には季節変動は除くことが多い。季節調整も参照。

## 景気判断
景気を判断する際には、政府（内閣府）においては景気動向指数などで、民間においては景気ウォッチャー調査やGDPギャップなどが利用される。特に景気動向調査については、景気の山谷判断の材料にもなるなど重要な役割を担っている。毎月の景気に対する認識は、政府が発表する月例経済報告などで確認することができる。地域経済の動向については、日本銀行の地域経済報告などもある。
ここで注意すべきなのは、政府による景気の良し悪しの判断は、経済活動全般の動向を見るために、個々の企業・個人が置かれた状況が異なる場合、判断材料が異なるため、景気判断が異なる場合が往々にして存在するということである。企業の場合は売上高、個人の場合は賃金などの収入や求人件数などの雇用状況が判断材料となる場合が多い。そのため、例えば景気が上昇していても、賃金が上昇しない場合には「実感無き景気回復」と呼ばれることもある。
また、実感にあった景気判断をするためには、景気の拡大や縮小といった方向感で見るのではなく、NAIRUに対応するGDP水準といったような、あるGDP水準の上か下かで好景気・不景気を判断するべきである。